# Marcelle Soulage
Marcelle Soulage (* 12. Dezember 1894 in Lima; † 17. Dezember 1970 in Paris) war eine französische Komponistin und Musikpädagogin.

## Leben und Werk
Marcelle Soulage wurde als Tochter französischer Eltern in Lima, Peru, geboren. Ihr Vater war Bergwerksingeniuer und wurde zum Professor für mineralogische Chemie am Instituto de Ingenieros in Minas del Perú ernannt. Die Familie kehrte nach Paris zurück, als Marcelle viereinhalb Jahre alt war. Marcelle Soulage studierte unter anderem bei Nadia Boulanger am Pariser Konservatorium. 1912 erhielt sie einen zweiten Preis im Fach Harmonielehre in der Klasse von Henri Dallier, 1913 einen ersten Preis für Klavierbegleitung in der Klasse von Abel-César Estyle, 1915 einen ersten Preis im Fach Kontrapunkt in der Klasse von Georges Caussade, 1916 einen ersten Preis im Fach Musikgeschichte und eine Belobigung im Fach Fuge bei Paul Vidal.
Von 1921 bis 1925 wirkte Marcelle Soulage als Klavier- und Musiktheorielehrerin am Conservatoire von Orléans. Von 1949 bis 1965 wirkte sie als Lehrerin für Musiktheorie und Solfège am Pariser Konservatorium.

## Werke von Marcelle Soulage
Marcelle Soulage schrieb Orchesterwerke, Kammermusik, Klavier- und Harfenstücke, Chöre und Lieder. Sie veröffentlichte neben kleineren Analysen und pädagogischen Werken Le solfège in der Reihe Que sais-je? (Paris 1962, 1969).
- Invocation à la nuit e dans oriental für Orchester, 1928
- Badinages für Orchester, 1931
- Streichquartett, 1922
- Klavierquartett, 1925
- Suite für Violine, Viola und Klavier 1918
- Klaviertrio, 1922
- Cellosonate, 1920
- Bratschensonate, 1921
- Liederzyklus Proses d'amour et de mort für Singstimme mit Orchester, 1946
- Océan für Sprechstimme und Singstimme mit Orchester, 1946